# Weißkopf-Bartvogel
Der Weißkopf-Bartvogel (Lybius leucocephalus) ist eine Art aus der Familie der Afrikanischen Bartvögel. Die Art kommt beiderseits des Äquators vor und weist ein disjunktes Verbreitungsgebiet auf. Es werden mehrere Unterarten unterschieden. Die IUCN stuft den Weißkopf-Bartvogel als nicht gefährdet (least concern) ein.

## Erscheinungsbild
Die Männchen der Nominatform haben eine Flügellänge von 8,8 bis 9,5 Zentimetern. Der Schnabel ist durchschnittlich 2,5 Zentimeter lang. Sie wiegen gewöhnlich zwischen 55 und 65 Gramm. Weibchen haben ähnliche Körpermaße. Es besteht kein auffälliger Sexualdimorphismus.

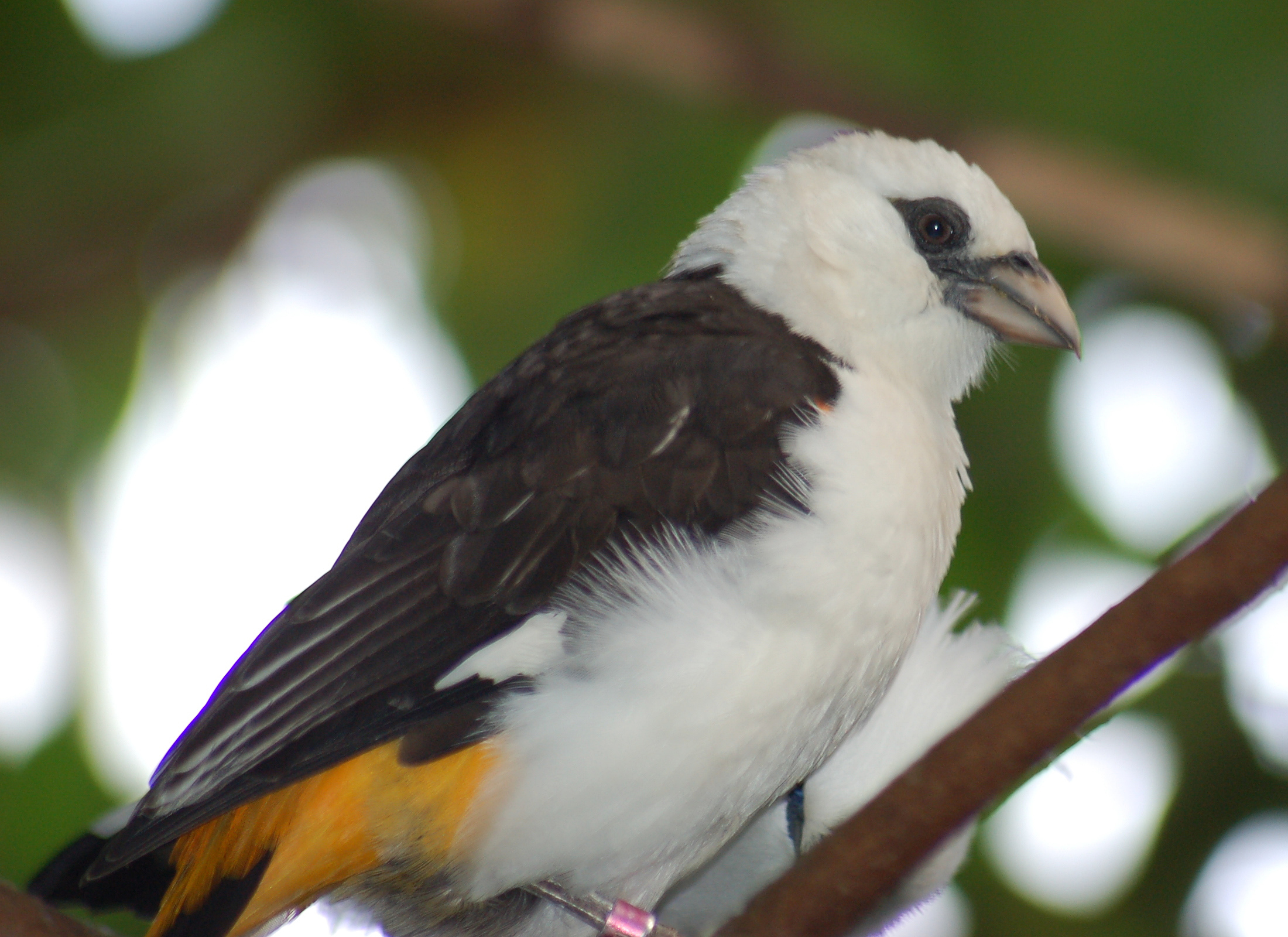
Starweber, eine der wenigen Vogelarten, mit denen der Weißkopf-Bartvogel verwechselt werden kann

Männchen und Weibchen haben einen weißen Kopf, einen weißen Vorderrücken und eine weiße Vorderbrust. Der Rücken ist schwarzbraun, das am Rückenende zunehmend zu einem weiß verblasst. Bürzel und Oberschwanzdecken sind weiß. Die Steuerfedern sind auf der Oberseite schwarz und auf der Unterseite bräunlich. Die Brustmitte ist blass-schwarz, dies gilt auch für die Körperseiten und die Flanken. Die Flügel sind schwarz, die Schwingen weisen weiße Federspitzen auf. Der Schnabel ist schwarz, die unbefiederte Haut rund um die Augen ist grau bis schwarzgrau, die Augen sind braun. Die Beine und Füße sind grau bis schwarz. Jungvögel sind insgesamt matter als adulte Vögel. Bei ihnen weisen die weißen Körperpartien einzelne graue bis braune Flecken auf. Der Schnabel ist bei ihnen grau bis dunkel hornfarben. Die Augen sind von einem blasseren Braun als bei den adulten Vögeln.
Verwechslungsmöglichkeiten bestehen vor allem mit dem Starweber. Dieser zu den Webervögeln gehörende Vogel weist jedoch einen orange bis rotorangen Bürzel auf. Der Feigen-Bartvogel, der allerdings deutlich weiter im Süden Afrikas vorkommt, hat ebenfalls ein überwiegend schwarz-weißes Gefieder, hat jedoch einen roten Farbfleck auf der Stirn auf.

## Verbreitungsgebiet
Der Weißkopf-Bartvogel kommt in Afrika in drei Regionen vor. Ein Verbreitungsgebiet erstreckt sich von der nördlichen Hälfte Nigerias bis in den Süden des Tschad und in südlicher Richtung bis in den Norden von Kamerun, den Westen der Zentralafrikanischen Republik und dem Nordwesten der Demokratischen Republik Kongo. Ein zweites Verbreitungsgebiet erstreckt sich vom Nordosten der Demokratischen Republik Kongo über den Nordosten der Zentralafrikanischen Republik bis in den Süden des Sudan und Ugandas sowie Kenia und Tansania. Davon isoliert kommen Weißbartvögel auf dem Hochplateau im Südwesten Angolas vor. Weißkopf-Bartvögel sind typischerweise in Höhenlagen zwischen 600 und 2.300 Höhenmeter anzutreffen. In Kenia kommen sie gelegentlich jedoch auch auf Meeresniveau vor.

## Lebensweise
Der Weißkopf-Bartvogel ist eine sehr anpassungsfähige Art. Er besiedelt offenes Waldgebiet, Wälder entlang von Flüssen und sogar trockenes Buschland, sofern dieses hinreichend fruchttragende Bäume aufweist. Er kommt außerdem in Gärten und auf Kulturland vor, wenn diese einen Baumbestand haben. Sie sind fast ausnahmslos in Trupps von bis zu acht Individuen zu beobachten.

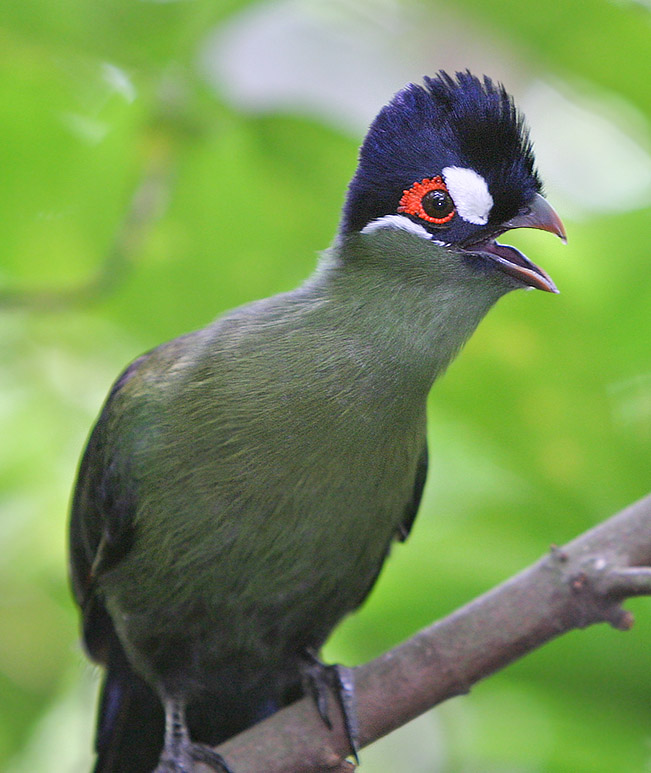
Seidenturakos verjagen Weißkopf-Bartvögel gelegentlich aus Nahrungsbäumen

Das Nahrungsspektrum der Weißkopf-Bartvögel umfasst überwiegend Früchte und Beeren. Sie fressen daneben auch Termiten und fangen im Flug fliegende Ameisen und Termiten. Gelegentlich kommen sie auch auf den Boden, um dort Mistkäfer zu fangen. Während der Nahrungsaufnahme sind sie etwas weniger agil und geschickt als die Bartvögel der Gattung Haarbärtlinge oder der Halsband-Bartvogel. Häufig halten sie sich an den Ästen in einer auf den Menschen unbeholfen wirkenden Art fest und relativ oft fallen ihnen auch Früchte auf den Boden. Sie kommen daher häufig auf den Boden, um diese Früchte aufzupicken. Es sind verhältnismäßig aggressive Vögel, die zwar häufiger vom deutlich größeren Seidenturako aus fruchttragenden Bäumen verjagt werden, sich dagegen aber auch energisch wehren können. Deutlich unterlegen sind gegenüber Weißkopf-Bartvögel die kleineren Gelbbüschel-Zwergbärtlinge sowie Maskenpirole. Trupps von Weißkopf-Bartvögeln gelingt es, Hörnchen von der Nisthöhle fernzuhalten. Aggressive Weißkopf-Bartvögel wenden ihren Schnabel dem Gegner zu, sträuben das Gefieder und spreizen etwas die Flügel.
Weißkopf-Bartvögel sind Höhlenbrüter. Am Zimmern der Höhle sind offensichtlich alle Mitglieder eines Trupps beteiligt. Bei den Mitgliedern des Trupps handelt es sich vermutlich um ein Paar und die adulten, noch nicht verpaarten Nachkommen aus früheren Gelegen. Sie nehmen im Territorium eine Helferrolle war und verteidigen beispielsweise eine Nisthöhle gemeinsam mit den Elternvogel gegenüber Brutparasiten wie dem Kleinen Honiganzeiger. Typischerweise verbleibt ein Mitglied des Trupps entweder direkt in der Bruthöhle oder zumindest in deren Nähe.
Die Nisthöhle befindet sich gewöhnlich in einer Höhe von fünf bis zwanzig Meter über dem Erdboden. Genutzt werden abgestorbene Baumstämme oder einzelne Äste. Während des Hackens der Nisthöhle lassen Weißkopf-Bartvögel diese nicht am Fuß des Baumes liegen, sondern tragen die Spänen gewöhnlich an eine andere Stelle. Das Gelege besteht aus zwei bis vier Eiern. Die Brutzeit beträgt 15 bis 21 Tage. Alle adulten Vögel eines Trupps sind an der Brut beteiligt. Brutwechsel sind sehr häufig und kommen in der Regel vier bis fünf Mal in der Stunde vor. Nach dem Schlupf verfüttern sowohl die Elternvögel als auch die Helfer Insekten und Früchte an die Jungvögel. Sie tragen bis zu 15 Mal in der Stunde Nahrung herbei. Gewöhnlich fliegen pro Gelege nur zwei Jungvögel aus.

## Unterarten
Es sind sechs Unterarten anerkannt.
- Lybius leucocephalus adamauae Reichenow, 1921 kommt vom Norden Nigerias bis in den Nordwesten der Demokratischen Republik Kongo vor.
- Lybius leucocephalus leucocephalus (de Filippi, 1853) ist im südlichen Sudan und dem Nordosten der Demokratischen Republik Kongo bis ins westliche zentrale Kenia und das nordwestliche Tansania verbreitet.
- Lybius leucocephalus senex (Reichenow, 1887) kommt im zentralen und  südlich zentralen Kenia vor.
- Lybius leucocephalus albicauda (Shelley, 1881) ist im Südwesten Kenias und dem nördlichen Tansania verbreitet.
- Lybius leucocephalus lynesi Grant, CHB & Mackworth-Praed, 1938 kommt in Zentraltansania vor.
- Lybius leucocephalus leucogaster (Barboza du Bocage, 1877) ist im Südwesten Angolas verbreitet.

## Belege